# Ölbaumblättrige Winde
Die Ölbaumblättrige Winde (Convolvulus oleifolius) ist eine Pflanzenart aus der Familie der Windengewächse (Convolvulaceae).

## Beschreibung

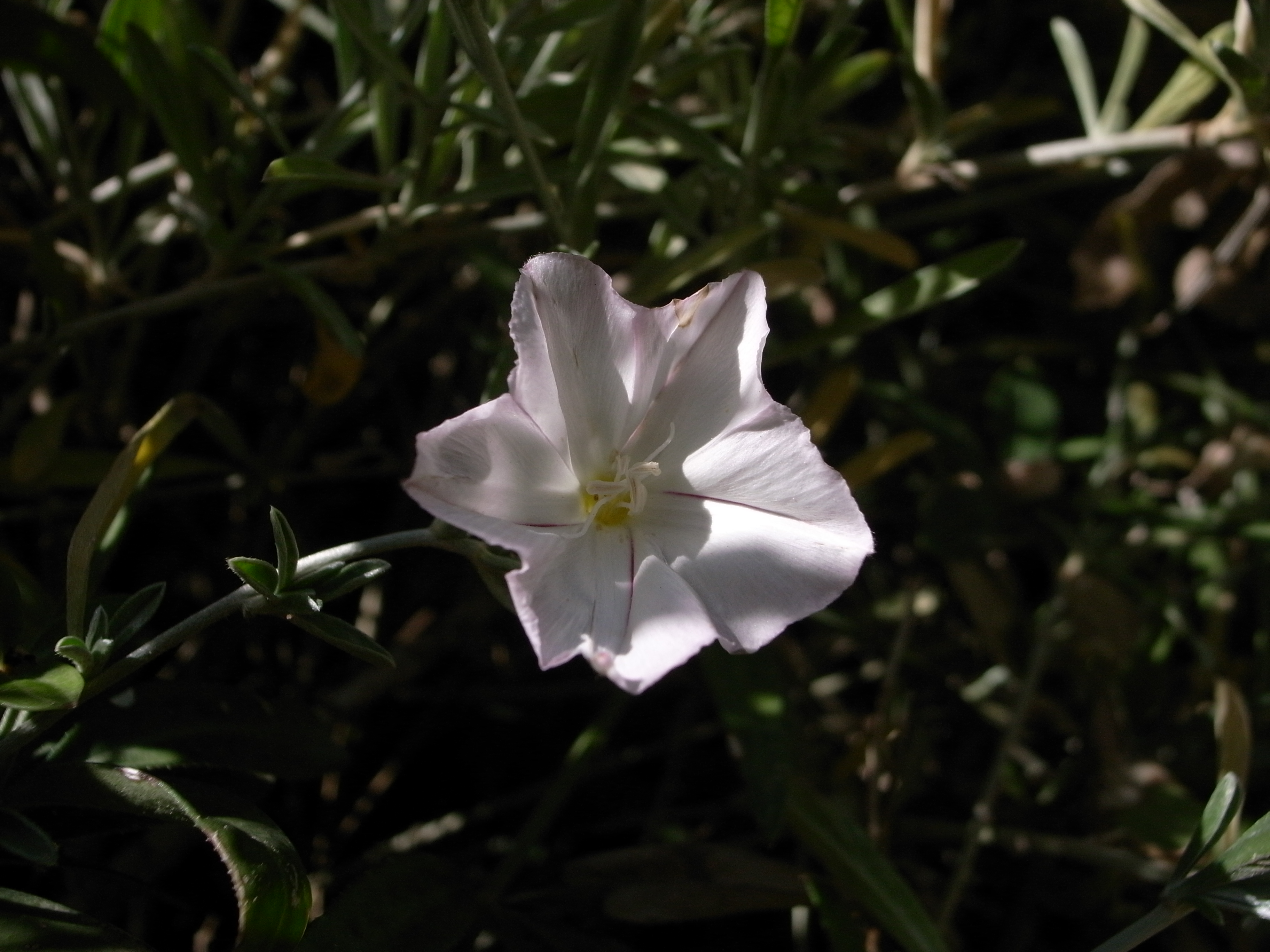
Blüte

Die Ölbaumblättrige Winde ist eine ausdauernde, krautige Pflanze, die Wuchshöhen von 20 bis 40 Zentimeter erreicht. Die Art ist wie Convolvulus lineatus seidenhaarig, hat allerdings keine verbreiterten Blattbasen sowie schmalere Blätter. Die Blüten sind einzeln oder zu 2 bis 12 an aufrechten Trieben angeordnet. Die Krone ist rosa, 17 bis 20 Millimeter lang und nur geringfügig länger als das zugehörige Blatt. Der Kelch ist abstehend behaart.
Die Blütezeit reicht von März bis Juni.
Die Chromosomenzahl beträgt 2n = 30.

## Vorkommen
Die Ölbaumblättrige Winde kommt in Libyen, Ägypten, Israel, Jordanien, dem Libanon, Syrien, Zypern, der Türkei und auf den Inseln der östlichen Ägäis in Garigues, Felsspalten und Kulturland vor.